# Port lotniczy Kazaczinskoje
Port lotniczy Kazaczinskoje (ICAO: UITK) – lotnisko w Rosji położone 1 km na północny zachód od miasta Kazaczinskoje.

## Kierunki lotów i linie lotnicze
| Linia lotnicza          | Kierunek              |
| ----------------------- | --------------------- |
| PANH                    | 1. Irkuck 2. Ułan-Ude |
| Siberian Light Aviation | 1. Irkuck             |